# Glutra
Die Glutra ist eine Doppelendfähre der norwegischen Reederei Fjord1. Die im Jahr 2000 in Dienst gestellte Fähre war das erste mit Flüssigerdgas angetriebene Handelsschiff weltweit. Zuvor wurde lediglich das durch die langsame Erwärmung der Tanks an Bord von Flüssiggastankern wieder gasförmig werdende Gas unter anderem als Brennstoff genutzt bzw. wurden Schiffe mit Dual-Fuel-Motoren gebaut, die auch Flüssigerdgas verbrennen können.

## Geschichte
Die vom Schiffsarchitekturunternehmen Kverndokk & Eldøy entworfene Fähre wurde 1999 bestellt und unter der Baunummer 181 auf der Werft Langsten Slip & Båtbygger in Tomrefjord für die Reederei Møre og Romsdal Fylkesbåtar gebaut. Der Rumpf wurde von Tangen Verft in Kragerø zugeliefert. Die Fähre wurde im Januar 2000 abgeliefert und im Februar 2000 auf der Strecke über den Langfjord zwischen Sølsnes und Åfarnes in Dienst gestellt. Ende 2002 wurde sie hier von der Eira ersetzt und auf die Strecke über den Talgsjøen zwischen Seivika und Tømmervåg verlegt.
Im Winter 2010/2011 wurde die Fähre auf der Werft Remontowa in Danzig verlängert. Anschließend wurde sie über den Flakkfjord zwischen Flakk und Rørvik eingesetzt. Ab Anfang 2019 wurde die Fährverbindung von FosenNamsos Sjø bedient. Die Glutra wurde daraufhin von Fjord1 als Ersatzschiff genutzt. Mittlerweile ist das Schiff aufgelegt. 2021/2022 soll das Schiff auf einen elektrischen Antrieb umgebaut werden und anschließend wieder in Fahrt gesetzt werden. Als Sicherheit werden neue Generatoren installiert, die von mit Biodiesel zu betreibenden Motoren angetrieben werden.
Die Fähre wurde vom norwegischen Schifffahrtsmagazin Skipsrevyen als „Ship of the Year 2000“ ausgezeichnet.

## Technische Daten und Ausstattung
Die Fähre wird gaselektrisch von zwei Siemens-Elektromotoren mit jeweils 1000 kW Leistung angetrieben. Die Elektromotoren wirken auf zwei Schottel-Propellergondeln mit Twin-Propellern, von denen sich jeweils eine an den beiden Enden der Fähre befindet. Für die Stromerzeugung stehen vier Generatorsätze zur Verfügung, die in getrennten Maschinenräumen in den Aufbauten untergebracht sind. Die Siemens-Generatoren werden von Viertakt-Zwölfzylinder-Gasmotoren des Motorenherstellers Mitsubishi (Typ: GS12R-PTK) mit jeweils 675 kW Leistung angetrieben. Für den Normalbetrieb sind zwei Generatoren ausreichend. Ein dritter Generator dient der Sicherheit im Falle eines Ausfalls bzw. bei höherem Strombedarf. Der vierte Generator erlaubt die Überholung jeweils eines der Generatorsätze im laufenden Betrieb.
Die Fähre ist mit zwei Tanks für das Flüssigerdgas ausgerüstet. Diese befinden sich in zwei getrennten Abteilungen im Rumpf des Schiffes unterhalb des Hauptdecks. Die Kapazität der Tanks beträgt jeweils 32 m³. Die Kapazität ist ausreichend für den etwa vier- bis fünftägigen Betrieb der Fähre.
Das Schiff verfügt über ein durchlaufendes Fahrzeugdeck mit drei Fahrspuren auf dem Hauptdeck. An beiden Enden befinden sich nach oben aufklappbare Visiere. Auf einer Seite der Fähre befindet sich ein erhöhtes Fahrzeugdeck mit zwei Fahrspuren. Das durchlaufende Fahrzeugdeck ist an der Außenseite der Fähre überbaut. Auf dem über dem Fahrzeugdeck liegenden Deck sind die Maschinenräume für die Gasmotoren untergebracht. Die Durchfahrtshöhe auf dem Hauptdeck beträgt 5 Meter. Das erhöhte Fahrzeugdeck ist mit Decksaufbauten überbaut. Die Durchfahrtshöhe beträgt hier 2,3 Meter. In den Decksaufbauten befinden sich auf zwei Decks unter anderem Einrichtungen für die Schiffsbesatzung und technische Betriebsräume. Darüber ist mittig das Steuerhaus aufgesetzt. Die maximale Achslast auf dem Hauptdeck beträgt 15 t und auf dem erhöhten Fahrzeugdeck 1,5 t. Das Fahrzeugdeck kann mit maximal 605,6 t belastet werden.
Die Einrichtungen für die Passagiere mit einem Aufenthaltsraum und einem Kiosk befinden sich auf dem Hauptdeck unterhalb des erhöhten Fahrzeugdecks.